# Life Is Strange: Double Exposure
Life Is Strange: Double Exposure ist ein 3D-Adventure-Spiel aus dem Jahr 2024, das vom US-amerikanischen Entwicklerstudio Deck Nine entwickelt und von Square Enix veröffentlicht wurde. Es ist der vierte Hauptteil der Life-Is-Strange-Reihe und eine direkte Fortsetzung des ersten Spiels von 2015. Die Handlung folgt einer älteren Version von Max Caulfield, die nach dem Entdecken neuer übernatürlicher Fähigkeiten zwischen zwei Zeitlinien hin und her reisen kann. Als ihre neue beste Freundin ermordet wird, begibt sie sich auf Spurensuche.
Das Spiel erschien am 29. Oktober 2024 für PlayStation 5, Windows und Xbox Series X/S, sowie am 19. November digital für die Nintendo Switch und physisch am 28. Januar 2025. Double Exposure erhielt gemischte bis positive Kritiken.

## Handlung
Im Dezember 2023 lebt Max Caulfield in Lakeport, Vermont und arbeitet als „Photographer-in-Residence“ an der fiktiven Caledon University. Ihre alten Zeitreise-Kräfte hat sie abgelegt – bis ihre neue Freundin Safi erschossen aufgefunden wird. Max entdeckt eine neue Fähigkeit, mit der sie in eine alternative Zeitlinie wechseln kann, in der Safi noch lebt. Bald lernt sie, frei zwischen den beiden Zeitlinien zu wechseln. Man kann auswählen zum Start des Spiels, ob Chloe Price, eine ehemalige Freundin aus Arcadia Bay, noch lebt. Je nach Entscheidung hat man am Mobiltelefon Kontakt mit Chloe oder ihrer Mutter Joyce.
In der „lebenden“ Zeitlinie werden Hinweise entdeckt, dass Safi in Gefahr ist, etwa durch Vandalismus an ihrem Auto. Max beginnt zu ermitteln. Zu den wichtigen Figuren zählen: Yasmin, Rektorin und Safis Mutter; Amanda, Kellnerin der Kneipe „Snapping Turtle“; Vinh, Assistent der Universität und Anführer der Geheimorganisation Abraxas; Professorin Gwen; Literaturchef Lucas sowie die Studierenden Loretta, Reggie und Diamond.
Im Laufe der Handlung deckt Max auf, dass Safis Buch über eine verstorbene Kommilitonin namens Maya wegen Lucas' Plagiat nicht veröffentlicht wurde. Es kommt zur Enthüllung, dass Safi selbst über übernatürliche Kräfte verfügt und sich zu anderen Personen verwandeln kann, um sich zu rächen. Am Höhepunkt bricht ein durch Max' und Safis Kräfte verursachter Sturm aus. Die beiden entscheiden, sich dem Chaos gemeinsam zu stellen. Nach einer Konfrontation in einer verschmolzenen Zeitlinie schaffen sie es zurück in die Realität, wo sich die Zeitlinien vereinigen und der Sturm endet.
Safi begibt sich auf eine Reise, um andere mit Fähigkeiten zu finden, während Max in Caledon zurückbleibt. Das Spiel endet mit der Entscheidung des Spielers, ob Max weiter auf Safi warten will oder nicht.

## Entwicklung
Life Is Strange: Double Exposure wurde im Juni 2024 während des Xbox Games Showcase offiziell angekündigt. Die Entwicklung übernahm erneut Deck Nine, während Hannah Telle ihre Rolle als Max Caulfield wieder einsprach.
Die Entwickler betonten, dass keine der beiden Enden von Life Is Strange (2015) als statisch festgelegt wird. Stattdessen passt sich die Geschichte dynamisch dem neuen Erzählstrang an, wobei Max’ Gedanken, Tagebucheinträge und Interaktionen die Entwicklung beeinflussen. Die neue Fähigkeit, zwischen Zeitlinien zu wechseln, wurde als zentrales Gameplay-Element eingeführt.

## Veröffentlichung
Das Spiel erschien am 29. Oktober 2024 für PlayStation 5, Windows und Xbox Series X/S. Die Version für die Nintendo Switch wurde digital am 19. November 2024 und physisch am 28. Januar 2025 veröffentlicht. Entwickelt wurde der Switch-Port von Engine Software.
Vorbesteller der Ultimate Edition konnten die ersten beiden Kapitel bereits ab dem 15. Oktober 2024 spielen. Die Deluxe Edition enthält optionale Kosmetikinhalte und eine Zusatzmission über eine verschwundene Katze.

## Rezeption
Laut Metacritic erhielt das Spiel „durchschnittliche“ bis „meist positive“ Bewertungen:
- PS5: 73/100[8]
- Xbox Series X/S: 74/100[9]
- PC: 75/100[10]

Positive Stimmen lobten die emotionale Tiefe, Max’ Rückkehr und die konsequente Weiterentwicklung der Spielmechanik. IGN etwa vergab 9/10 Punkten und sprach von einer gelungenen Fortsetzung. Destructoid lobte Story und Charaktertiefe, kritisierte aber einige Vorhersehbarkeiten.
Kritik gab es u. a. von Push Square, das mangelnde emotionale Tiefe, technische Probleme und ein schwächeres Setting im Vergleich zu früheren Teilen monierte.